# Orthogonia
Orthogonia é um gênero de traça pertencente à família Arctiidae.